# Verdienter Militärflieger der Deutschen Demokratischen Republik
Verdienter Militärflieger der Deutschen Demokratischen Republik war eine staatliche Auszeichnung  der Deutschen Demokratischen Republik (DDR), welche in Form eines Ehrentitels mit Urkunde und einer tragbaren Medaille verliehen wurde.

## Beschreibung
Gestiftet wurde der Titel am 1. August 1974. Er konnte für hervorragende und besondere Verdienste in der fliegerischen Tätigkeit verliehen werden, bei gleichzeitig ausgezeichneten Ergebnissen in der politischen und militärischen Ausbildung sowie für außerordentliche Verdienste bei der Erhöhung der Gefechtsbereitschaft der Nationalen Volksarmee. Er war explizit auf Piloten der drei Teilstreitkräfte der NVA begrenzt. Flugzeugführer Leistungsklasse 1 und kein selbstverschuldeter Flugunfall waren zwingende Voraussetzungen für eine mögliche Verleihung. Die Anzahl der Verleihungen war pro Jahr auf zehn Ehrentitel begrenzt.

## Medaille zum Ehrentitel

### Aussehen
Das Avers der vergoldete Medaille hat die Form eines auf der Spitze stehenden Fünfecks mit einer Breite von 31,5 mm und Höhe von 41,5 mm. An der unteren Spitze ist das Hoheitsabzeichen der Luftfahrzeuge der NVA auf einer 90° nach links gedrehten Flagge der DDR, die farbig emailliert ist. Den Großteil des Abzeichens nimmt eine MiG-23 oder MiG-21 ein, die vor einer strahlenden aufgehenden Sonne steil in den Himmel fliegt. Links neben dem Flugzeug ist ein Lorbeerzweig und rechts die schräg liegenden Worte VERDIENTER MILITÄRFLIEGER zu sehen. Das Revers dagegen ist leer und glatt.
Es wurden verschiedene Varianten produziert:
- 1974–1976: Medaille aus Buntmetall goldfarben, lackiert, Maße mit bogenförmiger Öse 40,5 × 30 mm, glatte Rückseite. Medaille an kleiner Medaillenspange 14 × 25 mm
- 1976–1989: Medaille aus Buntmetall goldfarben, lackiert, Medaille mit runder Öse, an Fünfeckspange mit Interimspange 14 × 25 mm, glatte Rückseite, desgl. vermessingt, mit gemusterter Rückseite

### Trageweise
Getragen wurde das Abzeichen ab 1976 auf der linken oberen Brustseite an einer pentagonalen hellblau bezogenen Spange, die eine Größe von 25 × 14 mm aufwies. Die Interimsspange war von gleicher Beschaffenheit und zeigte zusätzlich das vergoldet aufgelegte Hoheitsabzeichen der Luftfahrzeuge der NVA mit dem Staatswappen der DDR als Miniatur.

## Träger dieser Auszeichnung
Die nachstehenden Personen erhielten diesen Ehrentitel und waren Träger der Auszeichnung.

| Jahr | Dienstgrad       | Name, Vorname         | Dienststellung                              |
| ---- | ---------------- | --------------------- | ------------------------------------------- |
| 1974 | Oberst           | Klaus-Jürgen Baarß    | Stv./Ltr. Ausbildung JFK d. LV, Kdo. LSK/LV |
| 1974 | Oberst           | K-Heinz Spitzenberg   | Kommandeur JG-2                             |
| 1974 | Oberstleutnant   | Gottfried Adler       | Stellvertreter K/HG-34                      |
| 1974 | Oberstleutnant   | Richard Hamilton      | Kommandeur 2.JAS/FAG-25                     |
| 1974 | Oberstleutnant   | Hans-Peter Otto       | Kommandeur JG-3                             |
| 1974 | Oberstleutnant   | Horst Wingelsdorf     | Leiter Lufttaktik/Luftschießen JG-1         |
| 1974 | Oberstleutnant   | Eberhard Wolf         | Stellvertreter K-JS/JG-8                    |
| 1974 | Major            | Horst Grünberg        | Stellvertreter K-JS/JG-9                    |
| 1975 | Oberst           | Wolfgang Büttner      | Stellvertreter K/3. LVD                     |
| 1975 | Oberst           | Wolfgang Gleis        | Kommandeur HG-34                            |
| 1975 | Oberstleutnant   | Rolf Berger           | AL Ausbildung JFK/JBFK Kdo. LSK/LV          |
| 1975 | Oberstleutnant   | Karl-Heinz Maxwitat   | Fluglehrer/FAG-15                           |
| 1975 | Oberstleutnant   | Gerhard Oswald        | Kommandeur ZDS-33                           |
| 1975 | Oberstleutnant   | Walter Schikor        | Kettenkommandeur/TS-24                      |
| 1975 | Oberstleutnant   | Otto Teil             | Fluginspektor/TG-44                         |
| 1976 | Generalleutnant  | Wolfgang Reinhold     | Stv. des Ministers und Chef LSK/LV          |
| 1976 | Oberst           | Karl-Heinz Deisenroth | Stellvertreter K/1. LVD                     |
| 1976 | Oberst           | Georg Dittrich        | Stellvertreter K/OHS der LSK/LV             |
| 1976 | Oberst           | Kurt Menges           | Kommandeur FAG-25                           |
| 1976 | Oberst           | Roland Ullmann        | Hauptsteuermann Kdo. LSK/LV                 |
| 1976 | Oberstleutnant   | Reiner Bauer          | Kommandeur JBS/JG-7                         |
| 1976 | Oberstleutnant   | Wolfgang Bohla        | Steuermann JG-7                             |
| 1976 | Oberstleutnant   | Herbert Schäbitz      | Stellvertreter K-JS/JG-2                    |
| 1977 | Generalmajor     | Gerhard Baustian      | Stv. Chef LSK/LV für LSK                    |
| 1977 | Oberstleutnant   | Reinhard Heichler     | Fluginspekteur Kdo. LSK/LV                  |
| 1977 | Oberstleutnant   | Sigmund Jähn          | Kosmonautenanwärter                         |
| 1977 | Oberstleutnant   | Eberhard Köllner      | Kosmonautenanwärter                         |
| 1977 | Oberstleutnant   | Dieter Kulitscher     | Kommandeur FAG-15                           |
| 1977 | Oberst           | Alfred Oldenburg      | Kommandeur HS-16                            |
| 1977 | Oberstleutnant   | Peter Schönherr       | Leiter Lufttaktik/Luftschießen JG-2         |
| 1977 | Oberstleutnant   | Manfred Seifert       | Fluginspekteur/JG-7                         |
| 1977 | Oberstleutnant   | Frank Wiedemann       | Kommandeur JS/JG-3                          |
| 1978 | Oberstleutnant   | Bernd Anschütz        | Kommandeur JS/JG-1                          |
| 1978 | Oberstleutnant   | Horst Bauer           | Leiter Lufttaktik/Luftschießen 1. LVD       |
| 1978 | Oberstleutnant   | Horst Becker          | Fluglehrer FAG-25                           |
| 1978 | Oberstleutnant   | Peter Irmscher        | Leiter Ausbildung JFK/3.LVD                 |
| 1978 | Oberstleutnant   | Peter Lüttkopf        | Stellvertreter K/HG-34                      |
| 1978 | Oberstleutnant   | Rudolf Meyfarth       | Kommandeur TS/TG-44                         |
| 1978 | Oberstleutnant   | Siegmar Pastor        | Stellvertreter JS/JG-3                      |
| 1978 | Oberstleutnant   | Manfred Pippig        | Kommandeur FAG-15                           |
| 1978 | Oberstleutnant   | Klaus Zimmermann      | Kommandeur JG-9                             |
| 1979 | Kapitän zur See  | Günter Leithold       | Kommandeur MHG-18                           |
| 1979 | Oberstleutnant   | Horst Häusler         | Stellvertreter K/FAG-15                     |
| 1979 | Oberstleutnant   | Hasso Kresse          | Fluginspektor Kdo. LSK/LV                   |
| 1979 | Oberstleutnant   | Kurt Lange            | Stellvertreter K-JS/FAG-25                  |
| 1979 | Oberstleutnant   | Siegfried Lorenz      | Steuermann JS/JG-8                          |
| 1979 | Oberstleutnant   | Peter Minkewitz       | Stellvertreter K-JS/JG-1                    |
| 1979 | Oberstleutnant   | Wolfgang Pätz         | Stellvertreter K/JG-9                       |
| 1979 | Oberstleutnant   | Horst Priese          | Kommandeur JG-2                             |
| 1979 | Oberstleutnant   | Siegfried Weise       | Stellvertreter K/JBG-31                     |
| 1979 | Oberstleutnant   | Gerald Wolf           | Kommandeur HS/HG-34                         |
| 1980 | Oberst           | Gerhard Fiß           | Stellvertreter K/ OHS der LSK/LV            |
| 1980 | Oberst           | Eberhard Golbs        | Hauptsteuermann Kdo. LSK/LV                 |
| 1980 | Oberstleutnant   | Roland Berthold       | Kommandeur TS-24                            |
| 1980 | Oberstleutnant   | Claus Heise           | Fluginspekteur 3. LVD                       |
| 1980 | Oberstleutnant   | Gunter Junghans       | Kommandeur JG-7                             |
| 1980 | Oberstleutnant   | Werner Petermann      | Steuermann JS/JG-2                          |
| 1980 | Oberstleutnant   | Jürgen Unger          | Kommandeur JBS/JBG-31                       |
| 1980 | Oberstleutnant   | Manfred Weiß          | Fluginspekteur HG-34                        |
| 1981 | Oberst           | Klaus Bienek          | Kommandeur FAG-25                           |
| 1981 | Fregattenkapitän | Manfred Arndt         | Stellvertreter K-HS/MFG-18                  |
| 1981 | Oberstleutnant   | Klaus Driesel         | Leiter Luftschießen/Lufttaktik JG-9         |
| 1981 | Oberstleutnant   | Günter Heinz          | LUA TFK Kdo. LSK/LV                         |
| 1981 | Oberstleutnant   | Günter Janik          | Fluginspekteur HG-54                        |
| 1981 | Oberstleutnant   | Heinz Moos            | Kettenkommandeur HS-16                      |
| 1981 | Oberstleutnant   | Peter Noak            | Stellvertreter K-JS/JG-8                    |
| 1981 | Oberstleutnant   | Joachim Tetzel        | Fluginspekteur TS-24                        |
| 1981 | Oberstleutnant   | Wolfgang Wehner       | Fluginspekteur JG-3                         |
| 1982 | Oberst           | Wolfgang Thonke       | Chef JFK/Kdo. LSK/LV                        |
| 1982 | Oberstleutnant   | Gustav Beutel         | Kommandeur JS/JG-7                          |
| 1982 | Oberstleutnant   | Bernd Biermann        | Leiter Luftschießen/Lufttaktik HG-          |
| 1982 | Oberstleutnant   | Joachim Brucke        | Kettenkommandeur JG-8                       |
| 1982 | Oberstleutnant   | Karl-Heinz Günther    | Stellvertreter K-JS/JG-9                    |
| 1982 | Oberstleutnant   | Rainer Jakob          | Stellvertreter K/TG-44                      |
| 1982 | Oberstleutnant   | Rolf Müller           | Leiter Luftschießen/Lufttaktik AS-31        |
| 1982 | Oberstleutnant   | Dieter Petzold        | Stellvertreter K/JG-2                       |
| 1982 | Oberstleutnant   | Heinz Schäfer         | Stellvertreter K/FAG-25                     |
| 1983 | Oberst           | Dieter Kleemann       | Chef FrFK/Kdo. LSK/LV                       |
| 1983 | Oberstleutnant   | Bernd Fischer         | Stellvertreter K-THS/THG-34                 |
| 1983 | Oberstleutnant   | Christian Haufe       | Obersteuermann 1.LVD                        |
| 1983 | Oberstleutnant   | Peter Köhler          | Stellvertreter K-JS/JG-9                    |
| 1983 | Oberstleutnant   | Hans Neufeld          | Stellvertreter K-JS/JG-7                    |
| 1983 | Oberstleutnant   | Claus Ripl            | Kommandeur TAS-45                           |
| 1983 | Oberstleutnant   | Ulrich Schammer       | Fluginspekteur FOFAFK                       |
| 1983 | Oberstleutnant   | Wolfgang Seidel       | Fluginspekteur 3.LVD                        |
| 1983 | Fregattenkapitän | Lutz Weibezahl        | Stv. fliegerische Ausbildung MHG-18         |
| 1983 | Oberstleutnant   | Wolfgang Worm         | Stellvertreter K-JAS/FAG-15                 |
| 1984 | Oberst           | Jürgen Dieckmann      | Kommandeur JG-8                             |
| 1984 | Oberst           | Manfred Jenichen      | Kommandeur JBG-37                           |
| 1984 | Oberst           | Dieter Paul           | Stellvertreter Kommandeur 3.LVD             |
| 1984 | Oberst           | Henry Richter         | Lehrstuhlleiter Sektion HS-Ausbildung       |
| 1984 | Oberstleutnant   | Lothar Franz          | Steuermann JS/JG-8                          |
| 1984 | Oberstleutnant   | Gunter Harzbecher     | Kommandeur JG-2                             |
| 1984 | Oberstleutnant   | Bernd Klocke          | L. Luftschießen/Lufttaktik HG-54            |
| 1984 | Oberstleutnant   | Hans Kubitz           | Stellvertreter K-TS/TG-44                   |
| 1984 | Oberstleutnant   | Manfred Skeris        | L. Ausbildung JFK 1.LVD                     |
| 1984 | Oberstleutnant   | Werner Worm           | Fluginspekteur FAG-15                       |
| 1985 | Oberst           | Karl-Heinz Gleitsmann | AL Ausbildung JFK/Kdo. LSK/LV               |
| 1985 | Oberst           | Rainer Langener       | Kommandeur JAG-15                           |
| 1985 | Oberstleutnant   | Albrecht Fischer      | Kommandeur TS/TG-44                         |
| 1985 | Oberstleutnant   | Rainer Kurzhals       | Obersteuermann 3.LVD                        |
| 1985 | Oberstleutnant   | Bernd Pilz            | Stellvertreter K/THG-34                     |
| 1985 | Oberstleutnant   | Werner Rösler         | Leiter AG FrFK/Kdo. LSK/LV                  |
| 1985 | Oberstleutnant   | Heinz Stammberger     | Kettenkommandeur JG-3                       |
| 1985 | Oberstleutnant   | Siegfried Reichel     | Kettenkommandeur TS-24                      |
| 1985 | Major            | Christian Roloff      | 1. Flugzeugführer TS-24                     |
| 1985 | Major            | Hermann Stübing       | 1. Flugzeugführer TS-24                     |
| 1986 | Oberstleutnant   | Reinhard Beutel       | Steuermann JS/JG-2                          |
| 1986 | Oberstleutnant   | Peter Fritsch         | Stellvertreter K/JG-1                       |
| 1986 | Oberstleutnant   | Gerd Gyurkewitsch     | Stellvertreter K/FOFAFK                     |
| 1986 | Oberstleutnant   | Joachim Hoffmann      | Kommandeur JBG-37                           |
| 1986 | Oberstleutnant   | Rudolf Patzer         | Fluginspekteur Kdo. LSK/LV                  |
| 1986 | Oberstleutnant   | Siegfried Rehfeld     | Stellvertreter K/JG-7                       |
| 1986 | Oberstleutnant   | Rainer Straßburg      | Fluginspekteur 1.LVD                        |
| 1986 | Fregattenkapitän | Heinz Thate           | Kommandeur HS/MHG-18                        |
| 1986 | Oberstleutnant   | K-Heinz Walter        | Kommandeur JS/JG-9                          |
| 1987 | Oberst           | Frank Pampel          | Kommandeur JG-7                             |
| 1987 | Oberst           | Gerhard Reuschel      | Kommandeur JG-3                             |
| 1987 | Oberstleutnant   | Eberhard Bornschein   | Fluginspekteur 1.LVD                        |
| 1987 | Oberstleutnant   | Hermann Böttger       | Stellvertreter K-JS/JG-9                    |
| 1987 | Oberstleutnant   | Manfred Manigk        | Kettenkommandeur JBG-77                     |
| 1987 | Oberstleutnant   | Günter Seidel         | Stellvertreter K-JS/JG-3                    |
| 1987 | Fregattenkapitän | Klaus Zeschmann       | Kommandeur HS/MHG-18                        |
| 1988 | Oberst           | Wilfried Kernchen     | Kommandeur JG-1                             |
| 1988 | Oberst           | Ralf Wukasch          | Kommandeur JG-9                             |
| 1988 | Oberstleutnant   | Peter Andreas         | Fluginspekteur OHS für Militärflieger       |
| 1988 | Oberstleutnant   | Gerhard Dalsch        | AL JFK/1. LVD                               |
| 1988 | Oberstleutnant   | Lothar Härtel         | UAL Flugsicherheit Kdo. LSK/LV              |
| 1988 | Oberstleutnant   | Erwin Nützmann        | Kommandeur JS/JG-3                          |
| 1988 | Oberstleutnant   | Udo Tröger            | Kettenkommandeur JG-7                       |
| 1988 | Oberstleutnant   | Hans-Peter Wöge       | Fluginspekteur THG-34                       |
| 1989 | Oberst           | Rudolf Weber          | Hauptsteuermann Kdo. LSK/LV                 |
| 1989 | Oberstleutnant   | Peter Exner           | Leiter Ausbildung JFK 3. LVD                |
| 1989 | Oberstleutnant   | Michael Kernchen      | Kommandeur JG-8                             |
| 1989 | Oberstleutnant   | Klaus Krummhaar       | Kommandeur TAFS-47                          |
| 1989 | Oberstleutnant   | Rudolf Ressel         | Stellvertreter K/TG-44                      |
| 1989 | Oberstleutnant   | Jürgen Roske          | Kommandeur MFG-28                           |